# Eu Vi o Brilho da TV
I Saw the TV Glow (bra: Eu Vi o Brilho da TV) é um filme de terror psicológico norte-americano de 2024, escrito e dirigido por Jane Schoenbrun. O filme é estrelado por Justice Smith e Brigette Lundy-Paine como dois estudantes problemáticos do ensino médio cuja conexão com seu programa de televisão favorito os leva a questionar sua realidade e identidade. O elenco de apoio inclui Helena Howard, Lindsey Jordan, Conner O'Malley, Emma Portner, Ian Foreman, Fred Durst e Danielle Deadwyler.
A atriz Emma Stone e seu marido, o comediante Dave McCary, estão entre os produtores do filme pela empresa Fruit Tree. O filme estreou no Festival de Cinema de Sundance em 18 de janeiro de 2024. O filme teve um lançamento limitado nos cinemas pela A24 nos Estados Unidos em 3 de maio, e seu lançamento nos cinemas foi expandido para o Canadá e para todo o país nos EUA em 17 de maio.
O filme marca a segunda entrada no que Schoenbrun se refere como sua Trilogia de Tela, seguindo o filme We're All Going to the World's Fair (2021) e precedendo uma próxima trilogia de romances intitulada Public Access Afterworld.